# Trond Sollied
Trond Johan Sollied (Mo i Rana, 29 aprile 1959) è un allenatore di calcio ed ex calciatore norvegese, di ruolo difensore.

## Carriera

### Giocatore

#### Club
Sollied iniziò la carriera nel Mo. Giocò poi per Vålerenga, Rosenborg e Bodø/Glimt.

#### Nazionale
Sollied collezionò 15 presenze per la Norvegia, segnando una rete. Debuttò il 22 maggio 1985, quando subentrò a Joar Vaadal nella sconfitta per uno a zero contro la Svezia. Il 5 giugno segnò l'unica rete con la selezione scandinava, contribuendo così al successo per quattro a due sul Galles.

### Allenatore
Sollied formò le sue conoscenze alla Norges idrettshøgskole. Iniziò la sua carriera da allenatore nel 1992, ricoprendo contemporaneamente il ruolo di calciatore al Bodø/Glimt. Proprio in quell'anno, la squadra vinse il campionato di 1. divisjon e conseguentemente conquistò la promozione nella Tippeligaen. Nel campionato 1993, il club raggiunse il secondo posto finale e si aggiudicò la vittoria nell'edizione stagionale della Coppa di Norvegia. Al termine di questa stagione, Sollied annunciò il ritiro dal calcio giocato e ricoprì soltanto la carica di allenatore. Il Bodø/Glimt proseguì con le sue buone stagioni, giungendo al terzo posto nel campionato 1995 e perdendo contro il Tromsø nella finale di Coppa di Norvegia 1996.
Sollied fu poi esonerato per dei problemi con i calciatori e con la dirigenza. Nel 1997 ricoprì la carica di assistente di Nils Arne Eggen al Rosenborg e quell'anno il club di Trondheim si aggiudicò il titolo. Nel 1998, Eggen si prese un anno di pausa e Sollied fu nominato allenatore. Con lui in carica, il Rosenborg rivinse il campionato e si qualificò ancora una volta per la Champions League.
In cerca di una nuova sfida, nel 1999 Sollied lasciò la Norvegia per trasferirsi in Belgio, diventando il nuovo tecnico del Gent. L'anno seguente, gli fu offerto il posto al Club Bruges: Sollied accettò e rimase in carica fino al 2005. In sei stagioni, in patria vinse ogni trofeo: fu due volte campione di Belgio (nel 2003 e nel 2005), una volta vinse la coppa nazionale (nel 2004) e per quattro volte la Supercoppa del Belgio (2002, 2003, 2004 e 2005).
Dopo il ritiro del commissario tecnico della Norvegia Nils Johan Semb, nel 2003, a Sollied fu offerta l'opportunità di sostituirlo. Il tecnico rispose però che avrebbe accettato soltanto nel caso in cui la sua posizione fosse compatibile con il suo ruolo al Bruges. Questa condizione non fu accettata dalla Norges Fotballforbund e fu così Åge Hareide, all'epoca al Rosenborg, a ricoprire la posizione.
Nel 2005, cioè un anno prima della scadenza del suo contratto con il Bruges, fu consegnato un video messaggio alla stampa belga in cui dichiarava la sua intenzione di lasciare la vecchia squadra per accettare un contratto offertogli dall'Olympiakos. Sollied dichiarò che il video fu divulgato senza il suo permesso. Secondo il tecnico, infatti, la registrazione sarebbe dovuta essere resa pubblica solo dopo la firma del contratto con il club greco, ancora non avvenuta. In Belgio, questo fu visto come un trucco per ottenere la rescissione contrattuale, per non far pagare nessuna somma all'Olympiakos. In una conferenza stampa, i dirigenti del Bruges dichiararono di aver preso atto della decisione di Sollied di non rispettare il contratto. Il presidente dell'Olympiakos, Sokratis Kokkalis, lo presentò così come nuovo allenatore del club. Nella sua stagione di debutto, vinse il campionato 2005-2006 e la Coppa di Grecia. Si classificò così al 9º posto della classifica UEFA per il miglior allenatore europeo. I successi in terra ellenica gli consentirono di vincere il titolo nazionale in tre paesi diversi. A dicembre 2006, dopo due stagioni in cui l'Olympiakos giunse al 4º posto nel girone di Champions League), fu esonerato dal presidente Kokkalis, nonostante la prima posizione in classifica del club in campionato. Fu Panagiotis Lemonis a sostituirlo.
A giugno 2007, il Gent ufficializzò il ritorno di Sollied al club, sette anni dopo la prima volta. Il 15 marzo 2008 fu ufficializzata la sua firma su un contratto biennale con l'Heerenveen. Il 9 dicembre dello stesso anno, la stampa sostenne che Sollied fosse un forte candidato per la guida della Norvegia, ma alla fine fu Egil Olsen a diventare commissario tecnico. Il 31 agosto 2009 fu licenziato dal club olandese. Il 19 novembre 2009, l'Ankaragücü annunciò l'ingaggio del tecnico norvegese, ma Sollied smentì di aver firmato un contratto con il club turco.
Alla fine di dicembre 2010, il direttore sportivo del Lierse annunciò sul sito web del club l'esistenza della trattativa con Sollied. Il 3 gennaio 2011 fu ufficiale l'accordo.
A fine stagione, tornò al Gent. Il 23 ottobre 2012, fu esonerato. Il 25 giugno 2013, firmò un contratto biennale con l'Elazığspor. Nel novembre successivo, però, rassegnò le dimissioni.

### Statistiche da allenatore
| Stagione            | Squadra            | Campionato         | Campionato | Campionato | Campionato | Campionato | Coppe nazionali | Coppe nazionali | Coppe nazionali | Coppe nazionali | Coppe nazionali | Coppe continentali | Coppe continentali | Coppe continentali | Coppe continentali | Coppe continentali | Altre coppe | Altre coppe | Altre coppe | Altre coppe | Altre coppe | Totale | Totale | Totale | Totale | % Vittorie | Piazzamento |
| Stagione            | Squadra            | Comp               | G          | V          | N          | P          | Comp            | G               | V               | N               | P               | Comp               | G                  | V                  | N                  | P                  | Comp        | G           | V           | N           | P           | G      | V      | N      | P      | %          | Piazzamento |
| ------------------- | ------------------ | ------------------ | ---------- | ---------- | ---------- | ---------- | --------------- | --------------- | --------------- | --------------- | --------------- | ------------------ | ------------------ | ------------------ | ------------------ | ------------------ | ----------- | ----------- | ----------- | ----------- | ----------- | ------ | ------ | ------ | ------ | ---------- | ----------- |
| 1992                | Bodø/Glimt         | 1.D                | 22         | 16         | 4          | 2          | CN              | 5               | 4               | 0               | 1               | -                  | -                  | -                  | -                  | -                  | -           | -           | -           | -           | -           | 27     | 20     | 4      | 3      | 74,07      | 1º (prom.)  |
| 1993                | Bodø/Glimt         | E                  | 22         | 14         | 3          | 5          | CN              | 7               | 7               | 0               | 0               | -                  | -                  | -                  | -                  | -                  | -           | -           | -           | -           | -           | 29     | 21     | 3      | 5      | 72,41      | 2º          |
| 1994                | Bodø/Glimt         | E                  | 22         | 5          | 7          | 10         | CN              | 4               | 3               | 0               | 1               | CdC                | 4                  | 2                  | 1                  | 1                  | -           | -           | -           | -           | -           | 30     | 10     | 8      | 12     | 33,33      | 10º         |
| 1995                | Bodø/Glimt         | E                  | 26         | 12         | 7          | 7          | CN              | 4               | 3               | 0               | 1               | -                  | -                  | -                  | -                  | -                  | -           | -           | -           | -           | -           | 30     | 15     | 7      | 8      | 50,00      | 3º          |
| 1996                | Bodø/Glimt         | E                  | 26         | 9          | 4          | 13         | CN              | 8               | 7               | 0               | 1               | CU                 | 4                  | 2                  | 0                  | 2                  | -           | -           | -           | -           | -           | 38     | 18     | 4      | 16     | 47,37      | 10º         |
| Totale Bodø/Glimt   | Totale Bodø/Glimt  | Totale Bodø/Glimt  | 118        | 56         | 25         | 37         |                 | 28              | 24              | 0               | 4               |                    | 8                  | 4                  | 1                  | 3                  |             | -           | -           | -           | -           | 154    | 84     | 26     | 44     | 54,55      |             |
| 1998                | Rosenborg          | E                  | 26         | 20         | 3          | 3          | CN              | 5               | 4               | 0               | 1               | UCL                | 8                  | 3                  | 2                  | 3                  | -           | -           | -           | -           | -           | 39     | 27     | 5      | 7      | 69,23      | 1º          |
| gen.-mag. 1999      | Gent               | D1                 | 15         | 6          | 3          | 6          | CB+CdL          | -               | -               | -               | -               | -                  | -                  | -                  | -                  | -                  | -           | -           | -           | -           | -           | 15     | 6      | 3      | 6      | 40,00      | Sub. 8º     |
| 1999-2000           | Gent               | D1                 | 34         | 20         | 3          | 11         | CB+CdL          | 3+2             | 2+1             | 0+0             | 1+1             | -                  | -                  | -                  | -                  | -                  | -           | -           | -           | -           | -           | 39     | 23     | 3      | 13     | 58,97      | 3º          |
| 2000-2001           | Club Bruges        | D1                 | 34         | 23         | 9          | 2          | CB              | 1               | 0               | 0               | 1               | CU                 | 8                  | 5                  | 2                  | 1                  | -           | -           | -           | -           | -           | 43     | 28     | 11     | 4      | 65,12      | 2º          |
| 2001-2002           | Club Bruges        | D1                 | 34         | 22         | 4          | 8          | CB              | 6               | 5               | 1               | 0               | CU                 | 8                  | 6                  | 1                  | 1                  | -           | -           | -           | -           | -           | 48     | 33     | 6      | 9      | 68,75      | 2º          |
| 2002-2003           | Club Bruges        | D1                 | 32         | 25         | 4          | 3          | CB              | 4               | 3               | 0               | 1               | UCL+CU             | 10+2               | 3+0                | 4+0                | 3+2                | SB          | 1           | 1           | 0           | 0           | 49     | 32     | 8      | 9      | 65,31      | 1º          |
| 2003-2004           | Club Bruges        | D1                 | 34         | 22         | 6          | 6          | CB              | 7               | 5               | 1               | 1               | UCL+CU             | 8+4                | 3+1                | 2+1                | 3+2                | SB          | 1           | 0           | 1           | 0           | 54     | 31     | 11     | 12     | 57,41      | 2º          |
| 2004-2005           | Club Bruges        | D1                 | 34         | 24         | 7          | 3          | CB              | 7               | 5               | 1               | 1               | UCL+CU             | 4+6                | 2+3                | 1+2                | 1+1                | SB          | 1           | 1           | 0           | 0           | 52     | 35     | 11     | 6      | 67,31      | 1º          |
| Totale Club Bruges  | Totale Club Bruges | Totale Club Bruges | 168        | 116        | 30         | 22         |                 | 25              | 18              | 3               | 4               |                    | 50                 | 23                 | 13                 | 14                 |             | 3           | 2           | 1           | 0           | 246    | 159    | 47     | 40     | 64,63      |             |
| 2005-2006           | Olympiacos         | AE                 | 30         | 23         | 1          | 6          | CG              | 7               | 6               | 1               | 0               | UEL                | 6                  | 1                  | 1                  | 4                  | -           | -           | -           | -           | -           | 43     | 30     | 3      | 10     | 69,77      | 1°          |
| ago.-dic. 2006      | Olympiacos         | SL                 | 15         | 13         | 0          | 2          | CG              | 2               | 2               | 0               | 0               | UCL                | 6                  | 0                  | 3                  | 3                  | -           | -           | -           | -           | -           | 23     | 15     | 3      | 5      | 65,22      | Eson.       |
| Totale Olympiacos   | Totale Olympiacos  | Totale Olympiacos  | 45         | 36         | 1          | 8          |                 | 9               | 8               | 1               | 0               |                    | 12                 | 1                  | 4                  | 7                  |             | -           | -           | -           | -           | 66     | 45     | 6      | 15     | 68,18      |             |
| 2007-2008           | Gent               | D1                 | 34         | 14         | 10         | 10         | CB              | 7               | 4               | 1               | 2               | Int.               | 4                  | 2                  | 1                  | 1                  | -           | -           | -           | -           | -           | 45     | 20     | 12     | 13     | 44,44      | 6º          |
| 2008-2009           | Heerenveen         | ED                 | 34         | 17         | 9          | 8          | CO              | 6               | 5               | 1               | 0               | CU                 | 6                  | 1                  | 1                  | 4                  | -           | -           | -           | -           | -           | 46     | 23     | 11     | 12     | 50,00      | 5º          |
| ago. 2010           | Al-Ahli            | SPL                | 2          | 1          | 0          | 1          | -               | -               | -               | -               | -               | -                  | -                  | -                  | -                  | -                  | -           | -           | -           | -           | -           | 2      | 1      | 0      | 1      | 50,00      | Eson.       |
| gen.-mag. 2011      | Lierse             | PL                 | 9+6        | 2+2        | 5+2        | 2+2        | CB              | 2               | 1               | 0               | 1               | -                  | -                  | -                  | -                  | -                  | -           | -           | -           | -           | -           | 17     | 5      | 7      | 5      | 29,41      | Sub. 14º    |
| 2011-2012           | Gent               | PL                 | 30+10+2    | 17+4+2     | 5+0+0      | 8+6+0      | CB              | 4               | 1               | 3               | 0               | -                  | -                  | -                  | -                  | -                  | -           | -           | -           | -           | -           | 46     | 24     | 8      | 14     | 52,17      | 3º          |
| lug.-ott. 2012      | Gent               | PL                 | 11         | 4          | 4          | 3          | CB              | 1               | 1               | 0               | 0               | UEL                | 4                  | 2                  | 0                  | 2                  | -           | -           | -           | -           | -           | 16     | 7      | 4      | 5      | 43,75      | Eson.       |
| Totale Gent         | Totale Gent        | Totale Gent        | 136        | 67         | 25         | 44         |                 | 17              | 9               | 4               | 4               |                    | 8                  | 4                  | 1                  | 3                  |             | -           | -           | -           | -           | 161    | 80     | 30     | 51     | 49,69      |             |
| ago.-ott. 2013      | Elazığspor         | SL                 | 9          | 2          | 1          | 6          | TK              | 1               | 1               | 0               | 0               | -                  | -                  | -                  | -                  | -                  | -           | -           | -           | -           | -           | 10     | 3      | 1      | 6      | 30,00      | Dimis.      |
| nov. 2018-gen. 2019 | Lokeren            | PL                 | 9          | 2          | 1          | 6          | CB              | 1               | 0               | 0               | 1               | -                  | -                  | -                  | -                  | -                  | -           | -           | -           | -           | -           | 10     | 2      | 1      | 7      | 20,00      | Sub. eson.  |
| Totale carriera     | Totale carriera    | Totale carriera    | 562        | 321        | 102        | 139        |                 | 94              | 70              | 9               | 15              |                    | 92                 | 36                 | 22                 | 34                 |             | 3           | 2           | 1           | 0           | 751    | 429    | 134    | 188    | 57,12      |             |

## Palmarès

### Giocatore
- Campionato norvegese: 5

Vålerenga: 1983, 1984
Rosenborg: 1985, 1988, 1990
- Coppa di Norvegia: 3

Rosenborg: 1988, 1990
Bodø/Glimt: 1993

### Allenatore

#### Club
- Coppa di Norvegia: 1

Bodø/Glimt: 1993
- Campionato norvegese: 1

Rosenborg: 1998
- Campionato belga: 2

Club Bruges: 2002-2003, 2004-2005
- Coppa del Belgio: 2

Club Bruges: 2001-2002, 2003-2004
- Supercoppa del Belgio: 3

Club Bruges: 2002, 2003, 2004
- Campionato greco: 1

Olympiakos: 2005-2006
- Coppa di Grecia: 1

Olympiakos: 2005-2006
- Coppa dei Paesi Bassi: 1

Heerenveen: 2008-2009

#### Individuale
- Allenatore dell'anno del campionato norvegese: 2

1993, 1998